# Sociedad Argentina de Escritores
Die Sociedad Argentina de Escritores (SADE, S.A.D.E.; deutsch Argentinische Schriftstellergesellschaft) ist ein 1928 gegründeter argentinischer Schriftstellerverband mit Sitz in Buenos Aires. Sie gliedert sich landesweit in über 50 Sektionen.

## Geschichte
Gründungsmitglieder waren u. a. die Schriftsteller Leopoldo Lugones, Horacio Quiroga, Jorge Luis Borges, Baldomero Fernández Moreno und Ricardo Rojas und andere Autoren, die sich anlässlich der Primera Feria Nacional del Libro (Erste nationale Buchmesse) am 8. November 1928 zur Vereinsgründung trafen und ein Statut verabschiedeten. Borges schrieb 1978 über die politische Rolle der S.A.D.E. in den Jahren 1950–1955: 
„Die argentinische Republik, damals wie heute, ist ein nachgiebiges Land, und die S.A.D.E. war eines der wenigen Bollwerke gegen die Diktatur. Dies war so offensichtlich, dass viele hervorragende Literaten bis nach der Revolution nicht wagten, den Fuß über ihre Schwelle zu setzen.“
Die Schriftstellergesellschaft war maßgeblich an der Stiftung Das Buch – Fundación El Libro und der Internationalen Buchmesse Buenos Aires, der Feria Internacional del Libro de Buenos Aires, beteiligt. Sie betreibt das Museo del Escritor in Buenos Aires.